# Linda Sánchez
Linda T. Sánchez (Orange, 28 gennaio 1969) è una politica statunitense di origini messicane, attualmente rappresentante dello stato della California alla Camera dei Rappresentanti.

## Biografia
Linda ha una sorella: Loretta, anche lei deputata; le due sono le prime sorelle ad essere state elette al Congresso.
Linda è da sempre una democratica, invece Loretta ha cominciato il suo cammino politico nel Partito Repubblicano. Nel 1996 Loretta è divenuta una democratica, ma è entrata a far parte della Blue Dog Coalition e della New Democrat Coalition, due correnti orientate verso il centrismo. Al contrario Linda è un membro del Congressional Progressive Caucus.